# HD169830b
HD169830b — екзопланета  втричі перевищує масу Юпітера. Завдяки своїй високій масі це, швидше за все, газовий гігант, схожий на Юпітер і Сатурн у Сонячній системі. Ця планета на відстані 0,8 астрономічних одиниць знаходиться трохи далі, ніж Венера в Сонячній системі, обертаючись навколо своєї зірки кожні 262 дні.